# Hunky Dory
Hunky Dory (на русский можно перевести как «Всё путём», «Без проблем», «Зашибись») — четвёртый студийный альбом британского рок-музыканта Дэвида Боуи, выпущенный лейблом RCA Records в 1971 году. После релиза предыдущей пластинки, The Man Who Sold the World, Боуи взял перерыв в записи и гастролях. Он решил писать новые песни, сочиняя их на фортепиано, а не на гитаре, как это было раньше. Отыграв концертный тур в США, музыкант собрал новую аккомпанирующую группу, состоящую из гитариста Мика Ронсона, басиста Тревора Болдера и барабанщика Мика Вудманси, и начал записывать альбом в середине 1971 года на лондонской студии Trident Studios. В качестве сессионного пианиста в работе поучаствовал Рик Уэйкман (будущий член группы Yes). Дэвид Боуи выступил сопродюсером диска наряду с Кеном Скоттом — звукорежиссёром двух предыдущих пластинок музыканта. Hunky Dory был первым альбомом Боуи на RCA, ставшим его основным лейблом в 1970-х.
По сравнению с гитарным звучанием хард-рокового The Man Who Sold the World, Боуи выбрал для своей новой пластинки более мелодичные направления: поп-рок, выстроенный на фортепиано, и арт-поп. Тематика песен альбома варьируется от навязчивой природы художественного переосмысления в «Changes» до оккультизма и ницшеанской философии в «Oh! You Pretty Things» и «Quicksand»; несколько композиций содержат культурные и литературные отсылки. Помимо этого, одним из источников вдохновения стал американский гастрольный тур музыканта, благодаря которому появились песни, посвящённые трём местным культурным идолам: Энди Уорхолу, Бобу Дилану и Лу Риду. В свою очередь, композиция «Kooks» была посвящена новорождённому сыну Боуи — Данкану. На обложке альбома, сделанной в монохромном варианте и впоследствии перекрашенной вручную, музыкант изображён в позе, вдохновлённой актрисами «Золотого века» Голливуда.
Hunky Dory и его заглавный сингл «Changes» получили минимальную раскрутку от RCA, так как руководство лейбла опасалось, что Боуи в ближайшее время может поменять имидж. Таким образом, несмотря на очень положительные отзывы британской и американской прессы, альбом первоначально плохо продавался и не попал в чарты. Только после прорыва следующего релиза, прославившего музыканта — The Rise and Fall of Ziggy Stardust and the Spiders from Mars (1972) — Hunky Dory обрёл коммерческий успех, поднявшись до третьего места в UK Albums Chart. Ретроспективно он был признан критиками одной из лучших работ Боуи и включён в несколько списков лучших альбомов всех времён. Так, он стал одной из пяти пластинок музыканта, попавших в рейтинг Rolling Stone «500 величайших альбомов всех времен». В контексте карьеры артиста Hunky Dory считается пластинкой, на которой «Боуи начинает становиться тем самым Боуи» и окончательно раскрывает свой талант и стиль.

## Предыстория
После того, как Дэвид Боуи завершил работу над своим третьим альбом, The Man Who Sold the World, в мае 1970 года, он снизил творческую активность как в студиях звукозаписи, так и на сцене. Контракт артиста с музыкальным издательством Essex истёк, и его новый менеджер, Тони Дефрис, столкнулся со сложностями предварительного соглашения с будущим лейблом. Кроме того, в августе Боуи остался без аккомпанирующей группы, так как музыканты, записавшие с ним The Man Who Sold the World, включая продюсера и басиста Тони Висконти, гитариста Мика Ронсона и барабанщика Мика Вудманси, отказались работать с ним из-за личных конфликтов. Тем не менее, Дефрис выбил для певца новый контракт с лейблом Chrysalis Records, услышав и впечатлившись демоверсией песни «Holy Holy», записанной Боуи осенью того же года, однако в дальнейшем сосредоточился на других музыкальных проектах. Боуи, который полностью посвятил себя написанию песен, познакомился с главой Chrysalis Бобом Грейсом, которому тоже понравилось демо «Holy Holy». Вскоре Грейс забронировал для музыканта место в лондонской студии Радио Люксембурга, чтобы он мог записать эту песню. Однако выпущенное в качестве сингла в январе 1971 года новое творение Боуи обернулось коммерческим провалом.
В ноябре 1970 года The Man Who Sold the World был выпущен на американском рынке компанией Mercury Records. Альбом плохо продавался, однако получил позитивный приём от местных критиков, в отличие от британских. Его «хард-роковый материал» часто крутили на американских радиостанциях, повышая интерес к артисту. Успех пластинки у критиков подтолкнул руководство Mercury Records отправить музыканта в промотур по радиостанциям США в феврале 1971 года. Поездка вдохновила Боуи написать трибьют-песни для трёх культовых фигур американской культуры: художника Энди Уорхола, автора-исполнителя Боба Дилана и рок-группы The Velvet Underground, а точнее — их фронтмена Лу Рида. По окончании турне Боуи вернулся в свою квартиру в Бекенхэме, где записал бо́льшую часть демоверсий начала 1970-х годов и начал писать новые тексты. По словам его тогдашней жены Анджелы, музыкант сочинял песни на фортепиано, а не на акустической гитаре, что в дальнейшем придало «особый колорит новому альбому». В общей сложности таким образом музыкант написал более тридцати песен, многие из которых позднее были выпущены в альбоме Hunky Dory, а также на его пятой пластинке — The Rise and Fall of Ziggy Stardust and the Spiders from Mars. Первой вещью, которую Боуи сочинил для Hunky Dory, была песня «Oh! You Pretty Things» — в январе 1971 года. После записи её демо в студии Радио Люксембург Боуи отдал плёнку Грейсу, который показал её Питеру Нуну из группы Herman’s Hermits. Последний записал свою версию композиции и выпустил её в качестве дебютного сингла.
«Альбом „Hunky Dory“ целиком и полностью отразил мой вновь обретённый энтузиазм по поводу нового континента [США], который распахнул передо мной двери. Это был первый случай, когда внешние факторы повлияли на меня настолько сильно, на все сто, что изменили мой стиль сочинения песен и моё восприятие вещей».
Выпущенная в апреле 1971 года версия Нуна оказалась коммерчески успешной, достигнув 12-й строчки в британском сингловом чарте. Со времён «Space Oddity» (1969) это была первая песня Боуи, которая находилась на слуху у широкой аудитории. В интервью журналу NME Нун заявил: «Я считаю, что на данный момент Дэвид — лучший сонграйтер в Британии … определённо лучший со времён Леннона и Маккартни». После успеха сингла Дефрис попытался аннулировать контракт Боуи с Mercury, срок действия которого истекал в июне. По мнению менеджера, компания обделяла Боуи в финансовом плане. Хотя руководство Mercury намеревалось продлить соглашение на более выгодных условиях, Дефрис вынудил лейбл расторгнуть контракт в мае, пригрозив выпустить проходной альбом. Затем он выплатил накопившиеся долги музыканта перед Mercury через фирму Gem Productions, и лейбл согласился отказаться от авторских прав на альбомы Space Oddity и The Man Who Sold the World.

## Запись

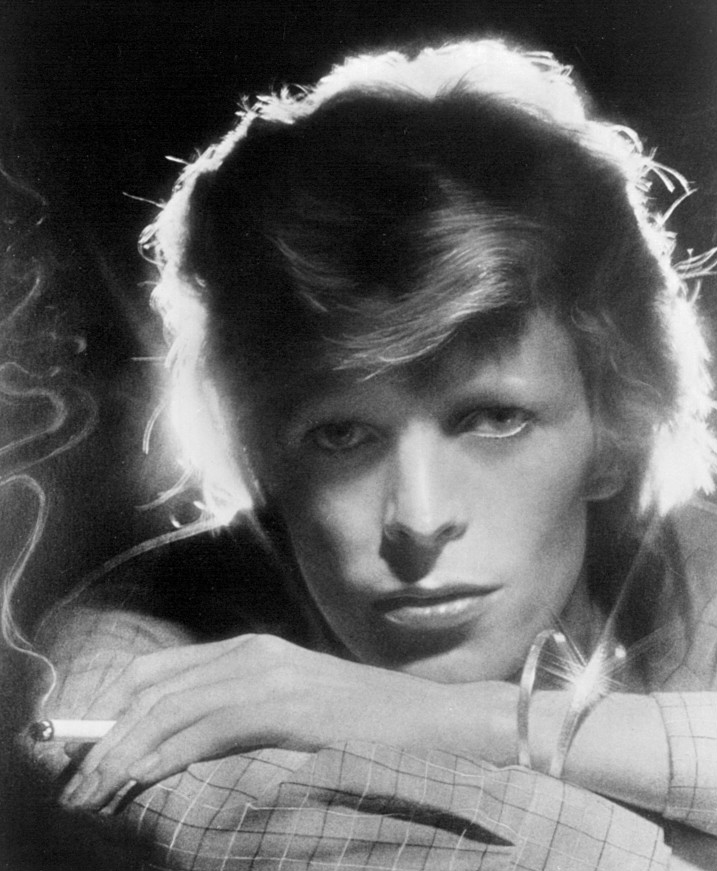
Дэвид Боуи: «В 1971 году мы закладывали основы XXI века»

После того, как в феврале 1971 года распалась созданная Боуи группа Arnold Corns (просуществовавшая всего несколько месяцев), в мае музыкант вернулся в студию, чтобы начать запись своей следующей пластинки. Он пришёл к выводу, что не сможет работать над проектом без Ронсона, который был счастлив, когда Боуи связался с ним впервые за девять месяцев. Вудманси вернулся вместе с гитаристом, который тут же начал искать басиста на смену Висконти. Первоначально он предложил Рика Кемпа, с которым Боуи сотрудничал в середине 1960-х, однако последнего не впечатлило его прослушивание, проходившее в квартире Дэвида в Хэддон-Холле. В свою очередь, по данным биографа Николаса Пегга, Кемпа отверг Дефрис из-за «залысины» музыканта. Затем Ронсон предложил своего знакомого Тревора Болдера, бывшего парикмахера и настройщика фортепиано, который посетил один из концертов Боуи в 1970 году. Наняв Болдера, трио собралось в Хэддон-холле, чтобы отрепетировать новый материал. Боуи и его обновлённый аккомпанирующий состав, который вскоре получил название The Spiders from Mars, впервые выступили вместе 3 июня в радиопрограмме Джона Пила In Concert на Би-би-си. Во время концерта впервые были исполнены несколько новых песен, в том числе «Queen Bitch», «Bombers», «Song for Bob Dylan» и «Andy Warhol», а также было объявлено название будущего альбома — «Hunky Dory».
Работа над альбомом стартовала в лондонской Trident Studios 8 июня 1971 года. Кен Скотт, звукорежиссёр двух предыдущих пластинок Боуи, был приглашён в качестве сопродюсера. Скотт согласился на эту должность с целью получить дополнительный опыт (так как это был его первый продюсерский проект), хотя на тот момент не верил, что Боуи станет большой звездой. В ходе работы он позаимствовал некоторые акустические звуки из альбома Джорджа Харрисона All Things Must Pass (1970), где выступал в качестве звукорежиссёра. Впоследствии Скотт сохранит за собой роль сопродюсера трёх следующих альбомов музыканта: Ziggy Stardust, Aladdin Sane и Pin Ups. Боуи показал ему демо, и они вдвоём выбрали, какие из песен попадут в альбом. 8 июня группа записала «Song for Bob Dylan», хотя, по словам Пегга, эта версия была забракована, а выпущенная в альбоме записывалась позже — в период до 23 июня. Позднее Скотт вспоминал, что работа продвигалась очень быстро: «Почти всё записывалось с первого дубля». Было нехарактерно, когда у него или у кого-то из трёх музыкантов возникала мысль о перезаписи вокальной или гитарной партии, однако Боуи говорил: «Нет, подождите, давайте сперва послушаем», и когда дорожки воспроизводили вместе, материал «звучал идеально». Скотт так говорил о вокальном таланте Боуи: «Он был уникален. [Он] единственный певец, из тех с кем мне приходилось работать, каждый вокальный дубль которого звучал мастерски». В свою очередь, Болдер называл свой первый опыт работы с Боуи «нервным», вспоминая: «Когда в студии загорался красный свет [сигнализирующий о начале записи], это было чем-то вроде — Боже, из огня да в полымя!». В роли сопродюсера Боуи проявлял живой интерес к звучанию и аранжировкам альбома, что резко контрастировало с его отстранённой позицией во время сессий The Man Who Sold the World.
Клавишник Рик Уэйкман, известный сессионный музыкант и участник группы Strawbs, был приглашён поучаствовать в записи альбома в качестве пианиста, ранее он уже сотрудничал с Боуи на его пластинке Space Oddity (1969), сыграв там на меллотроне. В 1995 году он вспоминал, что встречался с Боуи в конце июня 1971 года в Хэддон-холле, где ознакомился с демозаписями «Changes» и «Life on Mars?» в «их чистом великолепии … лучшая подборка песен, которые я когда-либо слышал, за один присест, за всю свою жизнь… Мне не терпелось попасть в студию и начать их запись». Инструментом, на котором играл Уэйкман, было то же пианино фирмы Бехштейн 1898 года выпуска, которое использовал Пол Маккартни для записи «Hey Jude», а позже — группа Queen для «Bohemian Rhapsody». По словам Уэйкмана, первые несколько сессий проходили не очень удачно, так как группа ещё толком не знала песни. Он вспоминал, что Боуи пришлось прервать запись, отчитав музыкантов и попросив их вернуться, когда они разучат материал. Через неделю, когда сессии возобновились, Уэйкман поймал себя на мысли, что «группа звучала круто! Они были очень хороши, а песни буквально сочились [с их пальцев]». Эта история опровергалась другими музыкантами, включая Болдера, который заявил биографу Кевину Канну: «[Это] чушь. Дэвид никогда бы не отругал группу в студии. Тем более, что Мик и Вуди уже однажды уходили от него, а теперь всё только начало налаживаться. Группа не пережила бы этого — такого определённо не было на самом деле». Скотт также утверждал: «Я точно не припоминаю такого, я бы этого не забыл. Я сто процентов оспариваю эту версию».
9 июля вместе с Уэйкманом и остальными музыкантами Боуи записал по два дубля песен «Bombers» и «It Ain’t Easy», последнюю — с бэк-вокалом певицы Даны Гиллеспи. Пять дней спустя, 14 июля, группа записала четыре дубля «Quicksand», последний из которых вошёл в альбом. 18 июля группа провела день, репетируя и микшируя. Дальнейшие сеансы сведе́ния проводились с 21 по 26 июля с целью создания промоальбома для Gem Productions. К этому моменту уже были записаны песни «Oh! You Pretty Things», «Eight Line Poem», «Kooks», «Queen Bitch» и «Andy Warhol»; миксы «Eight Line Poem» и «Kooks», из промоальбома, отличались от финальных версий на Hunky Dory. Два дубля «The Bewlay Brothers» были записаны 30 июля — второй включили в финальную версию пластинки; он был записан на аудиокассету, которая также содержала забракованные версии «Song for Bob Dylan» и «Fill Your Heart». 6 августа группа записала «Life on Mars?» и «Song for Bob Dylan» и завершила сессии. Перед окончанием сессий Боуи спросил Уэйкмана, хочет ли он стать частью The Spiders from Mars. Музыкант отказался и вместо этого присоединился к прогрессив-рок-группе Yes.

## Песни
Четвёртый альбом Боуи демонстрирует стилистический сдвиг в сторону арт-попа и мелодичного поп-рока, контрастируя с хард-роковым звучанием своего предшественника — The Man Who Sold the World. Большая часть песен написана под аккомпанемент фортепиано, а не акустической гитары. Биограф Марк Шпиц считает, что благодаря этому инструменту альбом вызывает более тёплые чувства по сравнению с двумя его предшественниками. По мнению биографа Кристофера Сэндфорда, «песням [свойственна] пышная атмосфера, создаваемая благодаря вокалу Боуи и [звуку] фортепиано», и наряду с Элтоном Джоном и Филом Коллинзом он стал бенефициаром музыки в «доступном для рядового слушателя континууме». Мнение о понятности материала развивает Лиор Филлипс из Consequence of Sound, отмечая, что песни доступны для восприятия как в музыкальном, так и в лирическом плане, что позволяет слушателю анализировать их снова и снова. С этим соглашается музыкальный журналист Питер Доггетт, считая Hunky Dory «сборником необременительных и за счёт этих привлекательных поп-песен, с помощью которых Боуи попробовал донести свою точку зрения о природе славы и власти».
В эссе для альманаха «1001 альбом, который вы должны услышать, прежде чем умереть» музыкальный журналист Бруно Макдональд назвал альбом «коробкой для игрушек, полной акустических диковинок, данью уважения героям и сюрреализму». Стивен Томас Эрлевайн из AllMusic описывает его как «калейдоскоп поп-стилей, связанных между собой только личным видением автора: размашистая, кинематографическая смесь высокого и низкого искусства, неоднозначной сексуальности, китча и шика». Майкл Галуччи из Ultimate Classic Rock отмечал, что это первая пластинка Боуи, включившая в себя «смесь поп-музыки, глэма, арт-попа и фолка, заключённую в бисексуальную обёртку, которая стала характеризующей для артиста». Джеймс Пероне также описывает альбом как «уникальное сочетание фолка, поп-музыки, глэма и прогрессивного рока», которое выгодно отличало Боуи от других музыкантов того времени. По мнению Питера Ормерода из The Guardian, музыка Hunky Dory прославляет «неуверенность, отсутствие корней, внутренний хаос, различие, инаковость, сомнение и непостоянство» и делает это с «привлекательностью, шиком и харизмой».

### Первая сторона
Открывающая альбом песня «Changes» выстроена на фортепианном риффе. Текст сосредоточен на компульсивной природе художественного переосмысления и дистанцировании от мейнстрима в рок-музыке. Музыкант использовал интересный приём, схожий с песней The Who «My Generation», имитируя заикающийся вокал — «ch-ch-ch-changes». Биограф Дэвид Бакли пишет, что «странное очарование» — это фраза, которая «олицетворяет непрерывный поиск нового и причудливого». Пегг резюмирует лирику метафорой: Боуи «подносит зеркало к лицу», когда он вот-вот достигнет славы. Текст песни способствовал появлению характеристики артиста как «хамелеона рока» и одного из величайших новаторов этого жанра. Доггетт отмечал, что «Changes» — это «заявление о намерении»: являясь прежде всего вступительной композицией, песня резко контрастирует с хард-роковым звучанием третьего альбома. Песня отличается и от «Space Oddity» из одноимённой пластинки, представляя собой «чистую, беззастенчиво мелодичную, радостно-коммерческую, великолепно сладкозвучную поп-музыку».
«Oh! You Pretty Things» является первой песней, написанной для альбома. Фортепианную мелодию сравнивали с «Martha My Dear» группы The Beatles. Биограф Крис О’Лири писал, что «Oh! You Pretty Things» — единственная композиция пластинки, где Боуи самостоятельно сыграл на этом инструменте. Тем не менее, в интервью Би-би-си 2017 года Уэйкман утверждал, что Боуи играл на фортепиано только в её начале, а остальную часть трека исполнил он. Текст песни ссылается на учения оккультиста Алистера Кроули и его орден «Золотой зари», а также философа Фридриха Ницше, особенно в строчках «the homo superior», «the golden ones» и «homo sapiens have outgrown their use». «Homo Superior» относится к теории Ницше о «Сверхчеловеке». Музыка контрастирует с этими тёмными темами. Доггетт описывает вокальное исполнение Боуи как «совершенно неприкрашенное, оно преподносится так резко … что [почти] вызывает тревогу». По мнению Фила Мэйа из The Pretty Things, название песни целенаправленно отсылает к его группе и Боуи использовал эту фразу в качестве эвфемизма.
Задуманная так, чтобы звучать как «продолжение» предыдущей композиции, «Eight Line Poem» описывалась Пеггом как самая «недооценённая» песня альбома. Её мелодия содержит мягкие, редкие фортепианные пассажи, а также гитарную партию Ронсона в стиле кантри. Состоящий всего из восьми строк текст описывает комнату, где кошка только что опрокинула телефон, а на окне стоит кактус. Лирическое содержание песни называли одним из самых туманных в карьере музыканта, тем не менее отмечая, что в нём содержатся одни из первых отсылок к «легендарному» будущему авторскому почерку «хамелеона рок-музыки». По мнению Доггетта, в песне заложена метафора между кактусом и прерией. Во время продвижения альбома Боуи давал песне такое же загадочное описание, коим являлся её текст, «Город — это своего рода светская бородавка на задворках прерии». Во время разговора с музыкантом в 1973 году писатель Уильям Берроуз сказал ему: «Прочитал я это ваше восьмистрочное стихотворение, и оно очень напоминает Т. С. Элиота». «Никогда не читал его» — ответил Боуи.
«Life on Mars?» описывалась Бакли как «воздушная, кинематографичная баллада». Хотя в период записи Боуи уже задумывался о будущем перевоплощении в Зигги Стардаста, песня не имеет никакого отношения к Марсу; название является отсылкой к ажиотажу в СМИ по поводу космической гонки между США и Советским Союзом, стремящимися попасть на красную планету. В музыкальном плане песня является пародией на «My Way» певца Фрэнка Синатры и использует ту же последовательность аккордов в первых тактах. Это подтверждает фраза на обратной стороне обложки альбома: «Вдохновлено Фрэнки». Как и в большинстве песен пластинки, ведущим инструментом «Life on Mars?» является фортепиано, мелодия также содержит струнную аранжировку Ронсона — его первую, которую Доггетт назвал «грандиозной». Вокал Боуи, записанный с первого дубля, звучит страстно во время припева и почти гнусаво в куплетах. В тексте упоминается «девушка с волосами мышиного цвета», по поводу личности которой мнения биографов разделились, и которая, по словам Грина, «ходит в кино, чтобы сбежать от обыденности». По мнению портала Far Out Magazine, это одна из самых мощных и пронзительных песен музыканта, которая одинаково хорошо звучала бы и в рок-опере. Критики отмечают, что Боуи «действительно преуспел как артист».
Через несколько дней после рождения сына, Данкана Зоуи Хейвуда Джонса (30 мая 1971 год), Боуи закончил работу над песней «Kooks» и посвятил её своему отпрыску. Версия из альбома Hunky Dory, записанная музыкантом уже 3 июня, включает струнную аранжировку Ронсона, а также партию на трубе — Болдера. «Kooks» заметно легкомысленнее двух треков, между которыми она расположена, однако, по словам Пегга, если копнуть поглубже, она «несёт намёк на зацикленность [альбома] стремлением к воображаемой жизни, поскольку Боуи приглашает своего сына „остаться в нашей романтической истории“». Доггетт пишет, что включение песни в Hunky Dory «обеспечило альбому непреходящую привлекательность среди тех, кому были менее интересны исследования его остальных тем — политики, психологии и оккультизма». По мнению портала Far Out Magazine, эта песня превзошла свою намеченную цель и стала для слушателей своего рода успокоением, примером вдохновляющего творчества. В ней автор принимает нелепые черты характера и странные манеры каждого и признает их уникальное очарование. В сопроводительном тексте на задней стороне обложки Боуи написал «For Small Z».
По словам Пегга, «Quicksand» была вдохновлена поездкой Боуи в Америку в феврале 1971 года. Доггетт выражал мнение, что песня «была посвящена недостатку вдохновения и написана как средство доступа к нему». В одной из глав книги «The Occult: A History» (1971) британский философ Колин Уилсон пишет, что мысль является формой зыбучих песков, позволяющих сознанию удерживать бессознательное вне досягаемости. В связи с этим Доггетт пришёл к выводу, что «„Quicksand“ (рус. «Зыбучие пески») была призывом Боуи копну́ть вглубь себя, чтобы найти свой путь». В середине 1970-х годов музыкант описал эту песню как «смесь нарратива и сюрреализма» и как «предшественницу» звучания альбома Low 1977 года. На протяжении всего текста Боуи делает многочисленные отсылки к Алистеру Кроули и «Ордену Золотой Зари», Уинстону Черчиллю, Генриху Гиммлеру и идеям «сверхчеловека» Ницше. «Quicksand» также ссылается на спиритизм, упоминая буддийские учения, такие как бардо. В музыкальном плане композиция состоит из нескольких акустических гитарных партий, наложенных друг на друга, эту мелодическую концепцию предложил продюсер Кен Скотт.

### Вторая сторона
«Fill Your Heart» — единственная песня в альбоме, написанная не Дэвидом Боуи (авторами являются Бифф Роуз и Пол Уильямс); это первая кавер-версия артиста за шесть лет. Вначале он хотел поместить на её место «Bombers», однако передумал ближе к концу работы над альбомом. «Fill Your Heart» — одна из наиболее динамичных композиций пластинки и, по словам Доггетта, она «практически идентична» оригинальной версии Роуза, хотя и более «задорная» и менее «качающая». Фортепианная аранжировка отличалась от версии, исполняемой музыкантом на концертах 1970 года, где преобладала акустическая гитара. Пегг пишет, что этот трек представляет собой «убедительный контрапункт» «тревоге» «Quicksand» и «предостерегающим предупреждениям» «Changes» и лучше всего запоминается по саксофонному брейку Боуи, струнной аранжировке Ронсона и фортепианному соло Уэйкмана.
Песня «Andy Warhol» — это дань уважения художнику, продюсеру и режиссёру Энди Уорхолу, который вдохновлял Боуи с середины 1960-х и был назван им «одним из лидеров» «уличных медиа, рупоров улиц». Первоначально написанная для подруги Боуи Даны Гиллеспи, песня основана на риффе, сыгранном на двух акустических гитарах, что очень напоминает вступление к «Silent Song Across the Land» Рона Дэвиса. Лирика подчёркивает веру Уорхола в единство жизни и искусства. В начале песни Скотт говорит: «Это „Andy Warhol“, дубль первый», после чего Боуи поправляет его произношение фамилии художника. Когда Боуи встретился с Уорхолом в сентябре 1971 года и сыграл для него эту песню, она так ему не понравилась, что тот вышел из комнаты. Боуи вспоминал в 1997 году, что он нашёл встречу «увлекательной», потому что художник «вообще не имел никакого мнения ни по какому вопросу».
«Song for Bob Dylan» — дань уважения автору-исполнителю Бобу Дилану. В то время Боуи описывал её как «взгляд ряда людей на Дилана со стороны». Название трека является своеобразной пародией на песню Дилана, которая, в свою очередь, была его собственной данью уважения фолк-певцу Вуди Гатри, «Song to Woody». На протяжении всей песни Боуи обращается к Дилану по настоящему имени — «Роберт Циммерман». Пегг и Доггетт считают, что этот нюанс подчёркивает внутреннюю борьбу Боуи с собственной идентичностью, начиная с его настоящего имени Дэвид Джонс, заканчивая его сценическим псевдонимом «Боуи» и появившимся вскоре вымышленным персонажем Зигги Стардастом. В тексте песни Дилан предстаёт как фигура, больше не являющаяся героем рок-музыки, автор призывает его вернуться к своим музыкальным корням и прийти на помощь другим перебежчикам. Боуи излагает мысли по поводу дальнейшей судьбы жанра, в котором отсутствовал лидер, тем самым намекая, что сам готов встать в его авангарде, о чём позднее говорил в интервью. Музыка содержит «дилановскую» последовательность аккордов, а припев обыгрывает названия двух песен The Velvet Underground: «Here She Comes Now» и «There She Goes Again». Бакли расценивает эту композицию как «самую слабую» в альбоме, а Пегг считает её «малоизвестной». По словам Доггетта, Боуи изначально написал её для своего друга Джорджа Андервуда.
Последняя трибьютная песня альбома, «Queen Bitch», во многом вдохновлена рок-группой The Velvet Underground, в частности их солистом Лу Ридом. Вокал и аранжировки этого исполнителя были скопированы во время создания композиции. В одном из ранних интервью Боуи напрямую заявил, что The Velvet Underground оказала на него самое большое влияние в рок-музыке. В свою очередь, аннотации на задней стороне обложки гласят: «some V.U. White Light returned with thanks». Музыкальный обозреватель газеты The Guardian Джон Сэведж охарактеризовал песню глэм-роком, а Джо Линч из Billboard называл её прото-панком. В отличие от большинства композиций пластинки, движущей силой «Queen Bitch» является гитара, а не фортепиано. В припеве поётся о Боуи, козыряющим своим «атласом и кричащей одеждой», что является отсылкой к танцовщику и учителю музыканта — Линдси Кемпу. По мнению Пегга: «Отчасти гениальность „Queen Bitch“ заключается в том, что она отфильтровывает насмешливое лукавство Марка Болана и Кемпа через призму хулиганского, уличного мировоззрения Рида: это песня, которая преуспела в том, чтобы фраза „bipperty-bopperty hat“ звучала похабно и круто». Дэрил Исли из BBC Music отмечал, что глэм-роковый звук этой песни предвосхитил музыкальное направление, к которому Боуи перейдёт с амплуа Зигги Стардаста в следующем году.
«[Это] еще один анекдотический сюжет о моих чувствах к себе и моему брату, или какому-то другому моему двойнику. Я никогда не был до конца уверен, какое реальное положение Терри занимал в моей жизни, был ли Терри реальным человеком или я действительно имел в виду другую часть себя самого, на мой взгляд, «Bewlay Brothers» как раз таки об этом».
Песня «The Bewlay Brothers» была добавлена в последний момент и являлась единственным треком альбома, у которого не было демо. В инструментальном плане она перекликается с музыкой The Man Who Sold the World — демонстрируя «зловещие» звуковые эффекты и вокал под аккомпанемент акустической гитары Ронсона. Туманный текст вызвал замешательство и споры среди биографов и фанатов Боуи. Перед записью вокала музыкант сказал Скотту: «Не вслушивайся в слова, они ничего не значат». Пегг описывал её как «вероятно, самую загадочную, таинственную, непостижимую и совершенно пугающую запись Боуи», а Бакли считал, что это «одно из самых тревожных произведений артиста, воплощение какого-то далёкого, неопределимого уровня экспрессионистского ужаса». Многие рецензенты нашли в песне гомоэротический подтекст; другие полагали, что она ссылается на отношения Боуи с его сводным братом-шизофреником Терри Бёрнсом, что Боуи подтвердил в 1977 году. Бакли подвергал сомнению правдивость текста, некоторые строчки которого ссылаются на другие треки Hunky Dory, включая «Song for Bob Dylan», «Oh! You Pretty Things» и «Changes». Боуи также использует в этой песне слово «хамелеон», термин, которым впоследствии часто характеризовали самого музыканта.

## Название и обложка

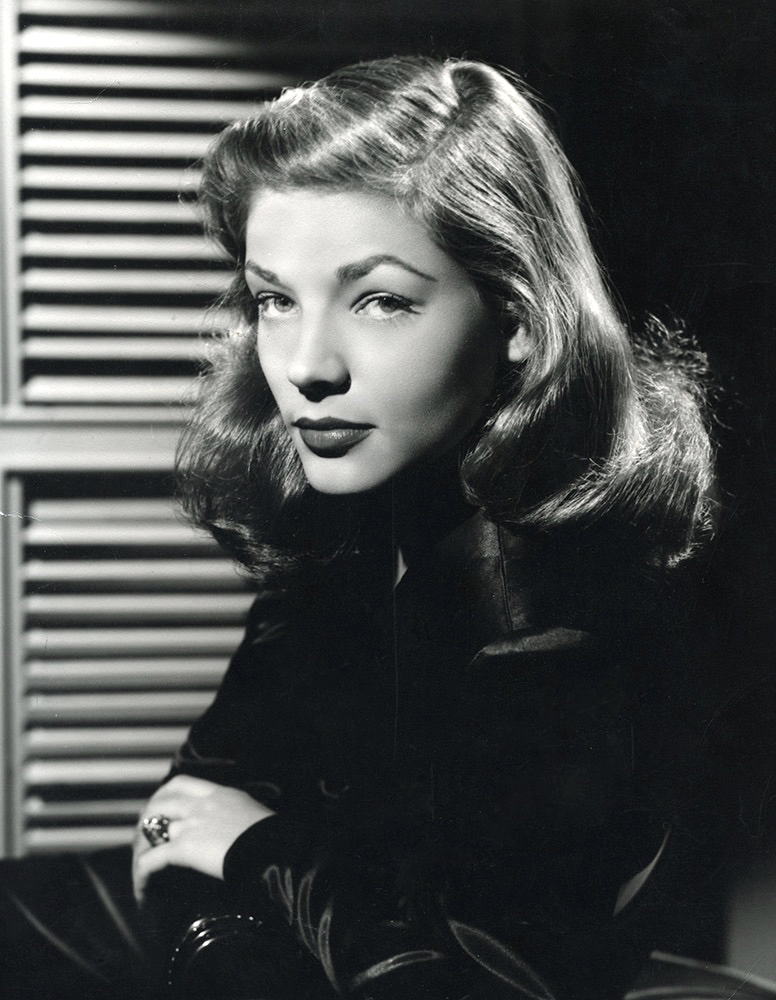
Лорен Бэколл

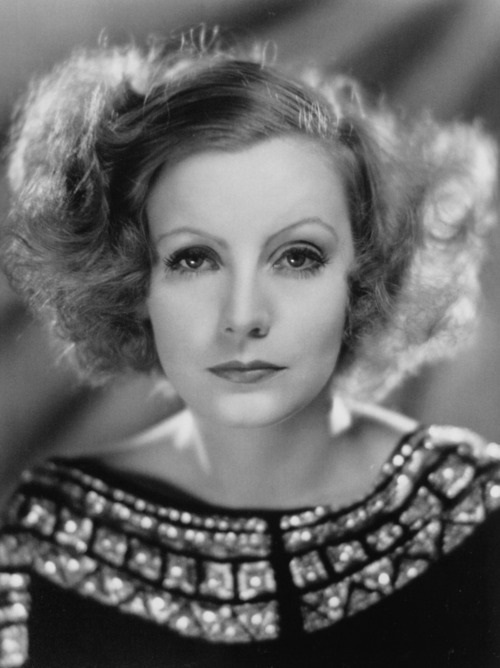
Грета Гарбо

Фотография для обложки была сделана Брайаном Уордом, которого Боб Грейс познакомил с Боуи в студии фотографа на Хеддон-стрит. Первоначально Боуи намеревался нарядиться фараоном, что было навеяно шумихой в СМИ по поводу выставки Тутанхамона в Британском музее. По словам Пегга, были сделаны несколько снимков музыканта, изображающего «сфинкса и в позе лотоса» (одна из фотографий была воспроизведена на внутренней обложке переиздания Space Oddity 1990 года), но от них в итоге отказались. Боуи вспоминал: «Мы не стали заостряться на этой теме, но идея была хорошая». Он выбрал более минималистичный образ, отражающий «зацикленность альбома на голубом экране». Позже Боуи отмечал: «На мне были одеты оксфордские штаны, которые можно увидеть на обратной стороне обложки. [Я пытался], как я полагал, выглядеть подобно Эвелину Во, по-оксбриджски». Центральное изображение — крупный план музыканта, смотрящего в камеру и поправлящего волосы назад. По мнению Пегга, на эту позу повлияли образы актрис Лорен Бэколл и Греты Гарбо. Первоначально сделанное в монохромном варианте, изображение было перекрашено иллюстратором Терри Пэстором, коллегой Джорджа Андервуда по недавно открытой дизайнерской студии Main Artery в Ковент-Гардене; позже Пэстор разработал обложку и дизайн конверта для Ziggy Stardust. Пегг отмечал: «Решение Боуи использовать перекрашенную фотографию наводит на мысль о раскрашенном вручную мини-постере времен немого кино и одновременно на знаменитое шелкографическое полотно „Диптих Мэрилин“ Уорхола». Димери также писал, что Боуи взял с собой на фотосессию альбом, в котором было несколько снимков Марлен Дитрих.
Хотя обычно Боуи подбирал название для своих альбомов до последнего момента, словосочетание «Hunky Dory» было объявлено на радиосессиях у Джона Пила. Боб Грейс услышал его от владельца паба в Ишере. Согласно его воспоминаниям, описанным Питером и Лени Гиллманами в книге «Alias David Bowie», у хозяина питейного заведения был необычный словарный запас, наполненный «жаргоном высшего общества» — словечками типа «prang», «whizzo» и «everything’s hunky-dory». Грейс рассказал об этом Боуи, и тому понравилось. Пегг отмечал, что в 1957 году американская ду-воп-группа Guytones выпустила песню под названием «Hunky Dory», которая также могла сыграть роль. По словам Шпица, «hunky-dory» — это английский сленговый термин, означающий, что в мире «всё путём». На оригинальной британской обложке были указаны имя Боуи и название альбома; в США название было напечатано на наклейке и помещено поверх полупрозрачной упаковки. По словам Канна, первоначальный британский тираж был ламинированным, что усиливало насыщенность обложки и создавало «превосходный эффект»; теперь такие пластинки являются коллекционной редкостью. На задней стороне обложки находились рукописные примечания Боуи к каждой песне, а также фраза «Спродюсировано Кеном Скоттом (при участии актёра)» — как сам себя называл Боуи, чьё «животное тщеславие», по словам критиков NME Роя Карра и Чарльза Шаара Мюррея, позволяло ему «воображать себя таковым».

## Выпуск
- «Life On Mars»
- «Changes»
- «Kooks»
- «Oh! You Pretty Things»
- «Queen Bitch»
- «Andy Warhol»
- «Song For Bob Dylan»
- «Quicksand»
- «The Bewlay Brothers»
- «Fill Your Heart»
- «Eight Line Poem»

Через несколько месяцев после расторжения контракта музыканта с Mercury, Дефрис представил недавно записанный альбом Hunky Dory нескольким лейблам в США, включая RCA Records в Нью-Йорке. Дефрис сказал RCA, что у них «не было громких имён с 1950-х годов», но они могли бы «подмять под себя 1970-е», если бы подписали контракт с Боуи. «Так как Дэвид Боуи собирается перекроить десятилетие, точно так же, как The Beatles в 1960-х». Глава лейбла Деннис Кац прежде никогда не слышал о Боуи, но осознал потенциал фортепианных песен, которые показал ему Дефрис, и подписал артиста. Боуи заключил контракт на три пластинки 9 сентября 1971 года, в итоге RCA остался постоянным лейблом музыканта до конца десятилетия.
Hunky Dory был выпущен 17 декабря 1971 года на лейбле RCA. К тому моменту уже вовсю шла подготовка к записи Ziggy Stardust. 7 января 1972 года выпуск альбома был поддержан синглом «Changes». Звукозаписывающая компания не стала вкладывать много сил в продвижение пластинки из-за странного изображения на обложке и опасения, что музыкант может поменять имидж для своего следующего альбома. По словам Пегга, имелись разногласия по поводу того, сколько денег было вложено в запись альбома и был ли Боуи «сомнительной сенсацией с единственным хитом в багаже». В 1986 году менеджер по маркетингу Джефф Ханнингтон вспоминал: «Вскоре мы поняли, в какое положение попали — артист будет время от времени меняться, как хамелеон». Из-за этого первоначально альбом плохо продавался и не смог высоко подняться в альбомном чарте Великобритании. По словам Сэндфорда, в первом квартале было продано всего 5 000 пластинок.
Только после прорыва следующей пластинки — Ziggy Stardust — в середине 1972 года Hunky Dory добился коммерческого успеха. Альбом поднялся на 3-е место в хит-параде Великобритании (на две строчки выше, чем Ziggy Stardust), и продержался в чарте 69 недель. Лонгплей занял 39-ю строчку в австралийском рейтинге Kent Music Report. Галуччи отмечал, что, хотя альбом не сделал Боуи звездой, он «привлёк к нему внимание» публики, а успех следующей записи музыканта помог ему собрать бо́льшую аудиторию. 22 июня 1973 года компания RCA Records выпустила «Life on Mars?» в качестве второго сингла, который также занял 3-е место в национальном чарте Великобритании. Переиздание альбома, выпущенное в январе 1981 года, вернуло альбом в британский чарт, где он оставался ещё 51 неделю.

## Отзывы критиков
| Современные     | Современные     |
| Оценки критиков | Оценки критиков |
| Источник        | Оценка          |
| --------------- | --------------- |
| Billboard       | без оценки      |
| Cashbox         | без оценки      |
| Circus          | без оценки      |
| High Fidelity   | без оценки      |
| Hit Parader     | без оценки      |
| Record World    | без оценки      |
| Rolling Stone   | без оценки      |

| Ретроспективные               | Ретроспективные |
| Оценки критиков               | Оценки критиков |
| Источник                      | Оценка          |
| ----------------------------- | --------------- |
| AllMusic                      | [ 35 ]          |
| Blender                       | [ 85 ]          |
| Chicago Tribune               | [ 86 ]          |
| Christgau’s Record Guide      | A−              |
| Classic Rock                  | [ 88 ]          |
| Encyclopedia of Popular Music | [ 89 ]          |
| The Great Rock Discography    | [ 90 ]          |
| MusicHound                    | [ 91 ]          |
| Pitchfork                     | 10/10           |
| Rolling Stone                 | [ 93 ]          |
| The Rolling Stone Album Guide | [ 94 ]          |
| Spin                          | [ 95 ]          |
| Spin Alternative Record Guide | 9/10            |

Hunky Dory был очень высоко оценён рядом британских и американских изданий. Так, рецензент одного из ведущих английских музыкальных СМИ, Melody Maker, назвал его «самой изобретательной коллекцией музыкальных произведений и текстов за долгое время», в то время как Дэнни Холлоуэй из NME описал его словами «Боуи в своих лучших проявлениях». Холлоуэй добавил, что «[Hunky Dory] — глоток свежего воздуха в сравнении с типичными мейнстримовыми рок-альбомами [1972 года]. Вполне возможно, что он станет важнейшей записью среди альбомов выпущенных начинающими артистами в этом году, потому что он не следует тенденциям, а сам их создаёт». В свою очередь, Джон Мендельсон из журнала Rolling Stone назвал Hunky Dory «самой привлекательной пластинкой в музыкальном плане» на данный момент, а также похвалил поэтический дар автора, особенно его способность выражать идеи, не прибегая к «шквалу, казалось бы, неприступного словоблудия». Обозреватель из американского издания Billboard также отозвался о пластинке в положительном ключе, назвав её «мощнейшим дебютом [нового артиста] для лейбла RCA Records, наполненным привлекательным материалом в духе чарт-топперов из FM-диапозона, который должен помочь проложить альбому дорогу в музыкальных хит-парадах. Сильный материал, написанный самим автором, видится важным подспорьем на его будущих концертах, особо отмечу песни: „Changes“, „Oh! You Pretty Things“ и „Life on Mars?“».
Несколько рецензентов хвалили Боуи как артиста. В статье газеты The New York Times отмечалось, что с Hunky Dory Боуи стал «интеллектуально одарённым человеком, который ещё не выбрал долгоиграющий альбом в качестве средства самовыражения», в то время как журнал Rock назвал его «самым одарённым артистом, создающим музыку сегодня. Он обладает талантом, чтобы стать для 1970-х тем, кем были Джаггер, Дилан, Леннон и Маккартни в 1960-е». Музыкальный критик американского еженедельника The Village Voice Роберт Кристгау похвалил Боуи как «автора-исполнителя, обладающего интеллектом, воображением и хорошими идеями по поводу использования микшерной консоли». Критик положительно высказался по поводу самого альбома и назвал его «стремительно меняющимся [на всём его протяжении] — будто велопробег „Тур де Франс“ — одновременно прилипчивым и броским и, в то же время, глубоким».
По прошествии лет Hunky Dory получил ещё большее признание критиков и занял место среди лучших работ Боуи. Многие рецензенты особенно хвалили тексты песен, а обозреватель Blender назвал их одними из лучших, которые выходили из-под пера музыканта. Другие, в том числе Брайан Вавзенек из Ultimate Classic Rock, высоко оценили широкий спектр жанров, представленных в композициях пластинки, и их способность сочетаться между собой. Редактор музыкального портала AllMusic Стивен Томас Эрлевайн писал: «На первый взгляд, [наличие] такого широкого диапазона стилей и звуков должно было сделать альбом бессвязным, но отточенный поэтический талант Боуи и его волевое чувство стиля превратили „Hunky Dory“ в пробный камень для [последующего] переосмысления классической поп-музыки в свежую, постмодернистскую поп-музыку». Схожее мнение разделял Грег Кот из Chicago Tribune описавший альбом как «первый пример многогранного гения Боуи».
В опросе о лучшем альбоме Дэвида Боуи, проведённом среди читателей журнала Rolling Stone в 2013 году, Hunky Dory занял второе место, уступив лишь Ziggy Stardust. В 2015 году Дуглас Воулк из Pitchfork проанализировал ремастер лонгплея для бокс-сета Five Years (1969—1973), присудив ему высшую оценку — 10 баллов. Автор подытожил, назвав песни пластинки «разрозненными, но великолепными», а поэтический почерк Боуи «огромным скачком», по сравнению с его предыдущими работами. Ещё один обозреватель из Pitchfork, Райан Шрайбер, заявил: «Альбом отнюдь не является его самым цельным релизом, но остаётся одним из самых очаровательных и, несомненно, одним из лучших». После смерти Боуи в 2016 году Роб Шеффилд из Rolling Stone назвал лонгплей одной из важнейших записей музыканта: «„Hunky Dory“ был альбомом, в котором он заявил о себе как о наиболее видоизменяемом артисте в рок-н-ролле». Редакция портала Far Out Magazine подытожила: «Прежде всего „Hunky Dory“ — это знакомство с иконой. Эта первая вещь, которую вы должны посоветовать человеку, не знакомому с творчеством Боуи, не в последнюю очередь из-за огромного разнообразия песен и стилей». В передаче «Опыт рока: год за годом» Артемий Троицкий назвал Hunky Dory «умопомрачительным альбомом, причём как по мелодике, так и по месседжу».

## Влияние и наследие
Многие биографы и музыкальные критики сходятся во мнении, что Hunky Dory положил начало творческому успеху Боуи. По словам Пегга: «„Hunky Dory“ стал первой важнейшей вехой в карьере музыканта. Это был его последний альбом до релиза „Low“, который представлял собой исключительно звуковой артефакт, а не подспорье для драматического визуального элемента [альтер эго], с помощью которых он вскоре сделает себе имя как артист». Бакли отмечал, что 1971 год стал поворотным для Боуи, так как он превратился «в нечто вроде агента-провокатора от поп-арта». В то время, когда другие рок-музыканты обращались к традициям и устоявшимся музыкальным стандартам, Боуи выглядел радикально отличным от остальной сцены и бросал вызов основам, заново изобретая себя снова и снова, тем самым создавая новые стандарты и ориентиры. Биограф подчеркивал: «Статус „Hunky Dory“ как пластинки с простой для восприятия музыкой и традиционной поп-музыкальностью не умаляют тот факт, что в лирическом плане она закладывает основы для будущей карьеры Боуи». В свою очередь, Марк Шпиц писал, что у многих артистов есть альбом где «все звёзды сошлись воедино. Для Дэвида Боуи это „Hunky Dory“». По мнению биографа Пола Трынки, эта запись ознаменовала «новую главу» в истории исполнителя и в ней есть «свежесть», которой не хватало всем предыдущим альбомам музыканта, в первую очередь потому, что, создавая их, Боуи работал для удовлетворения [амбиций] руководителей звукозаписывающих фирм. Над Hunky Dory он работал только для себя, что в полной мере отразилось на итоговом результате.
Дэрил Исли из BBC Music писал, что в Hunky Dory Боуи обрёл авторский почерк после «копошения в стилях» почти целое десятилетие, и «наконец-то продемонстрировал [свой] огромный потенциал широкой аудитории». В свою очередь, Шрайбер заявил: «„Hunky Dory“ ознаменовал истинное начало того, что станет одной из самых успешных карьер в рок-музыке, породив миллионы одержимых поклонников». Майкл Галуччи из Ultimate Classic Rock разделял это мнению, отмечая Hunky Dory — это «тот альбом, в котором Боуи начинает становиться тем самым Боуи» с лирической и стилистической тематикой, к которой он будет возвращаться на следующих релизах. Автор подытожил, что все будущие образы Боуи выкристаллизовываются в Hunky Dory. Обозреватель журнала NME Эмили Баркер назвала Hunky Dory альбомом Боуи «лучше других выдержавшим проверку временем», подытожив: «[Его] невероятные способности к написанию песен [продемонстрированные на этой пластинке] убедили нас в том, что он был послан звёздами». Английский писатель Колин Ларкин назвал Hunky Dory самым «эклектичным» альбомом артиста, ставшим репетицией к его дальнейшим изменениям в музыкальном плане. В 2016 году Джо Линч из Billboard заявил, что Hunky Dory сделался чем-то вроде «шаблона» для лоу-фай инди-поп-альбомов на следующие 25 лет, сославшись на Ариэля Пинка как исполнителя, олицетворяющего влияние пластинки.
«„Hunky Dory“ стал фантастическим прорывом [для моей карьеры]. Я считаю, что благодаря ему впервые в жизни у меня появилась настоящая аудитория — я имею в виду, что люди наконец-то начали подходить ко мне со словами: „Хороший альбом, хорошие песни“. Раньше со мной такого не происходило. Раньше всё выглядело примерно так: „Ах, я понимаю, я пытаюсь нащупать свой стиль. Я пытаюсь осознать, что я хочу играть. Итак: что я же хочу играть?“. Всегда присутствовал элемент подобной неразберихи».

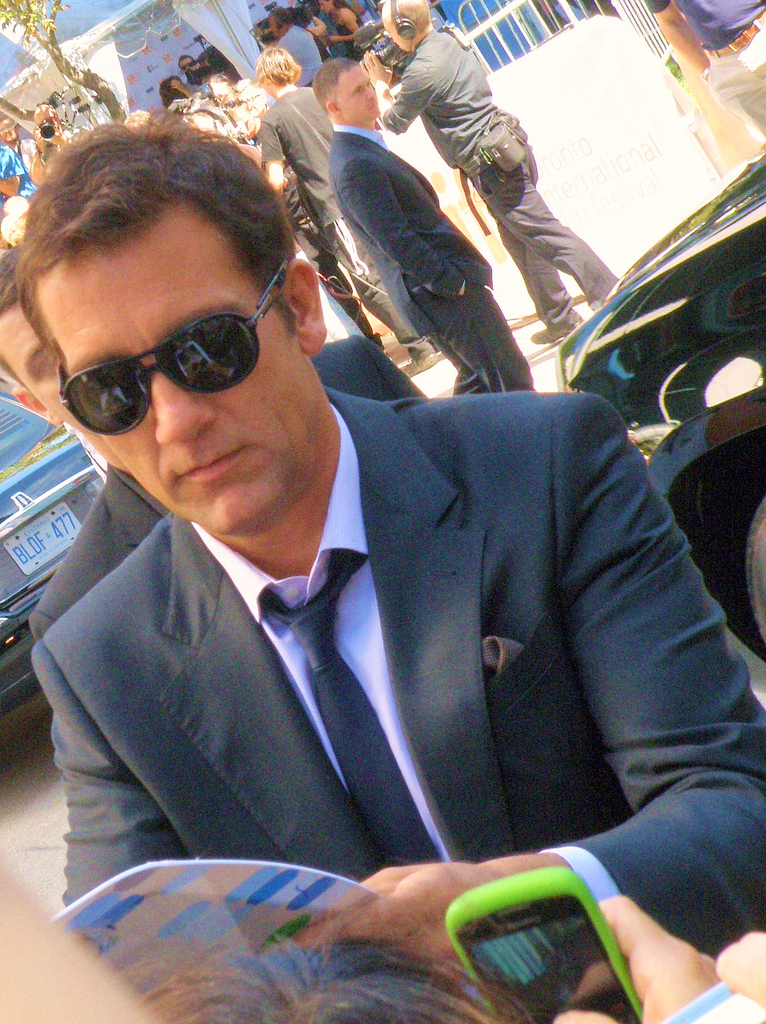
Клайв Оуэн: «Боуи оказал на меня огромное влияние. Если выбирать любимый альбом, то это будет „Hunky Dory“, потому что с него началось моё знакомство с его творчеством. Это единственная причина, по которой я отдаю преимущество этой пластинке. Я люблю всё, что он делал».

Многие музыканты отмечали влияние Hunky Dory на своё творчество. В 1999 году Дэйв Стюарт из дуэта Eurythmics так высказался о пластинке: «Мне нравится его звучание. Я до сих пор использую его как своего рода ориентир». Признавая авторитет других альбомов Боуи, Стюарт отметил, что Hunky Dory оказал на него наибольшее воздействие. Музыкант вспомнил случай, когда он и его партнёрша — Энни Леннокс — вместе с оркестром исполнили «Life on Mars?» вместо одной из их собственных песен на международном концерте. В 2002 году лидер знаменитой британской нью-вейвовой группы Culture Club Бой Джордж назвал Hunky Dory записью, которая изменила его жизнь, заявив: «Альбом в целом настолько необычен, так далёк от всего, что мы слышали по радио [до этого]. [При этом] он настолько целостный — всё сочетается друг с другом». В интервью Mojo 2007 года певица KT Tunstall назвала Hunky Dory своим любимым альбомом, отметив: «Это единственная запись, при прослушивании которой я испытала абсолютное благоговение от всего материала, потому что он вызывает столь сильное чувство отрешения и перемещения в другое измерение». Годом позже в интервью NME Гай Гарви из инди-группы Elbow назвал Hunky Dory альбомом, который оказал на него наибольшее влияние.
Альбом многократно переиздавался. После выпуска на компакт-диске в середине 1980-х в 1990 году Hunky Dory был переиздан лейблами Rykodisc/EMI с бонус-треками, включая неизданную песню «Bombers». В 1999 году оригинальный альбом был переиздан Virgin/EMI с 24-битным цифровым ремастерингом материала. Этот релиз был переиздан в 2014 году фирмой Parlophone, выкупившей ранее принадлежащий Virgin каталог музыканта. В 2015 году альбом был ремастирован для бокс-сета Five Years (1969—1973). Он был перевыпущен на CD, виниле и в цифровом формате, как часть этого сборника, так и отдельно. В 2021 году Parlophone объявил о новом переиздании Hunky Dory в виде иллюстрированного винила изображением в честь 50-летия альбома. Релиз этой версии состоялся 7 января 2022 года — в день 75-летнего юбилея Боуи. Анонс совпал с выходом нового микса «Changes» за авторством Кена Скотта.
Hunky Dory регулярно фигурирует в списках лучших альбомов всех времён. Так, в 1998 году читатели журнала Q присудили пластинке 43-е место в опросе «Лучший альбом всех времён», а в 2000 году это же издание поставило лонгплей на 16-ю строчку списка «100 величайших британских альбомов всех времён». Запись также была отмечена на 16-й и 23-й позиции рейтинга музыковеда Колина Ларкина «1000 лучших альбомов всех времён» (второе и третье издание, 1998 и 2000 года соответственно). В 2003 году альбом занял 107-е место в списке журнала Rolling Stone «500 величайших альбомов всех времён», 108-е в пересмотренном списке 2012 года и 88-е в списке — 2020-го. В 2004 году он занял 80-е место в хит-параде «100 лучших альбомов 1970-х» по версии портала Pitchfork Media. В том же году телеканал VH1 присудил ему 47-ю строчку в списке «100 величайших альбомов всех времён», а в опросе лейбла Virgin Records «1000 лучших альбомов в истории» он занял 16-е место. В январе 2006 года журнал Time вместе с публицистом Джошем Тиранджилом выбрал его в качестве одного из «100 лучших альбомов всех времён», похвалив «стремление Боуи стать богемным поэтом с замашками повесы». В том же году портал Consequence of Sound поместили альбом на 18-е место своего списка «100 величайших альбомов всех времён». В 2013 году журнал NME присудил пластинке 3-е место в списке «500 величайших альбомов всех времен». В 2015 году портал Ultimate Classic Rock включил его в список «100 лучших рок-альбомов 1970-х годов». Лонгплей отметился на 45-м месте «самых крутых» альбомов по версии журнала GQ, а также занял 86-е в списке французского ритейлера Fnac — «величайших альбомом в истории». Журнал Classic Rock поставил лонгплей на 32-е место списка «100 величайших британских рок-альбомов». Пластина заняла 1-е место в рейтинге «30 лучших альбомов за 1971 год» авторской передачи музыкального критика Артемия Троицкого «Опыт рока: Год за годом». Hunky Dory фигурирует в альманахе 1001 Albums You Must Hear Before You Die. Согласно данным Acclaimed Music, пластинка занимает 70-е место среди самых высокооценённых записей в истории популярной музыки.
В честь этого альбома получил своё название вид блуждающих пауков Bowie hunkydory рода Bowie (Ctenidae), впервые описанный немецким арахнологом Петером Егером в 2022 году.

## Список композиций
Все песни написаны Дэвидом Боуи, за исключением отмеченных.
| №  | Название                | Длительность |
| -- | ----------------------- | ------------ |
| 1. | «Changes»               | 3:37         |
| 2. | «Oh! You Pretty Things» | 3:12         |
| 3. | «Eight Line Poem»       | 2:55         |
| 4. | «Life on Mars?»         | 3:53         |
| 5. | «Kooks»                 | 2:53         |
| 6. | «Quicksand»             | 5:08         |

| №   | Название                                    | Длительность |
| --- | ------------------------------------------- | ------------ |
| 7.  | «Fill Your Heart» (Бифф Роуз и Пол Уильямс) | 3:07         |
| 8.  | «Andy Warhol»                               | 3:56         |
| 9.  | «Song for Bob Dylan»                        | 4:12         |
| 10. | «Queen Bitch»                               | 3:18         |
| 11. | «The Bewlay Brothers»                       | 5:22         |

### Бонус-треки (Rykodisc, 1990)
1. «Bombers» (ранее не издавалась, записана в 1971, сведён в 1990 году[131]) — 2:38
2. «The Supermen» (альтернативная версия, записана для Glastonbury Fayre в 1971 году, оригинальное версия выпущена на сборнике Glastonbury Fayre Revelations — A Musical Anthology (1972)[131][132]) — 2:41
3. «Quicksand» (демоверсия, записана в 1971 году, сведена в 1990 году[131]) — 4:43
4. «The Bewlay Brothers» (альтернативный микс[131]) — 5:19

## Участники записи
Данные об участниках записи указаны на обложке Hunky Dory, а также в книге биографа Николаса Пегга.

| Музыканты - Дэвид Боуи — ведущий вокал, гитара, альтовый и теноровый саксофоны, фортепиано («Oh! You Pretty Things», «Eight Line Poem») - Мик Ронсон — гитара, вокал, меллотрон, аранжировки - Рик Уэйкман — фортепиано - Тревор Болдер — бас, труба - Мик Вудманси — ударные | Технический персонал - Кен Скотт — продюсер, звукоинженер, микширование - Дэвид Боуи — продюсер - Брайан Уорд — фотографии - Терри Пэстор — дизайн обложки - Доктор Тоби Маунтин — ремастеринг-инженер (для переиздания Rykodisc) - Джонатан Винер — ассистент звукоинженера (для переиздания Rykodisc) - Питер Мью — ремастеринг-инженер (для переиздания EMI) - Найджел Рив — ассистент инженера (для переиздания EMI) |

## Чарты и сертификация
| Чарт (1972)    | Высшая позиция |
| -------------- | -------------- |
| Австралия      | 39             |
| Великобритания | 3              |

| Чарт (2016)                  | Высшая позиция |
| ---------------------------- | -------------- |
| Австралия                    | 45             |
| Австрия                      | 52             |
| Канада                       | 43             |
| Дания                        | 26             |
| Франция                      | 62             |
| Италия                       | 56             |
| Новая Зеландия               | 30             |
| Норвегия                     | 23             |
| Швеция                       | 16             |
| Швейцария                    | 32             |
| США (Billboard 200)          | 57             |
| США (Top Pop Catalog Albums) | 4              |

| Чарт (2016)    | Высшая позиция |
| -------------- | -------------- |
| Великобритания | 83             |

| Организация | Статус     | Количество |
| ----------- | ---------- | ---------- |
| BPI — UK    | Платиновый | 300,000    |